# Clipper (refresco)
Clipper es un refresco español de origen canario. Comenzó a fabricarse en 1956 en el garaje de la Casa Mulet, en Ciudad Jardín. La marca Clipper surge de la mano de los hermanos Mario y Octavio Juan Gómez. En la actualidad es producido por Ahembo S.L. (anteriormente llamada Embotelladora de Canarias, S.A.), empresa vinculada al grupo Pepsico.

## Historia

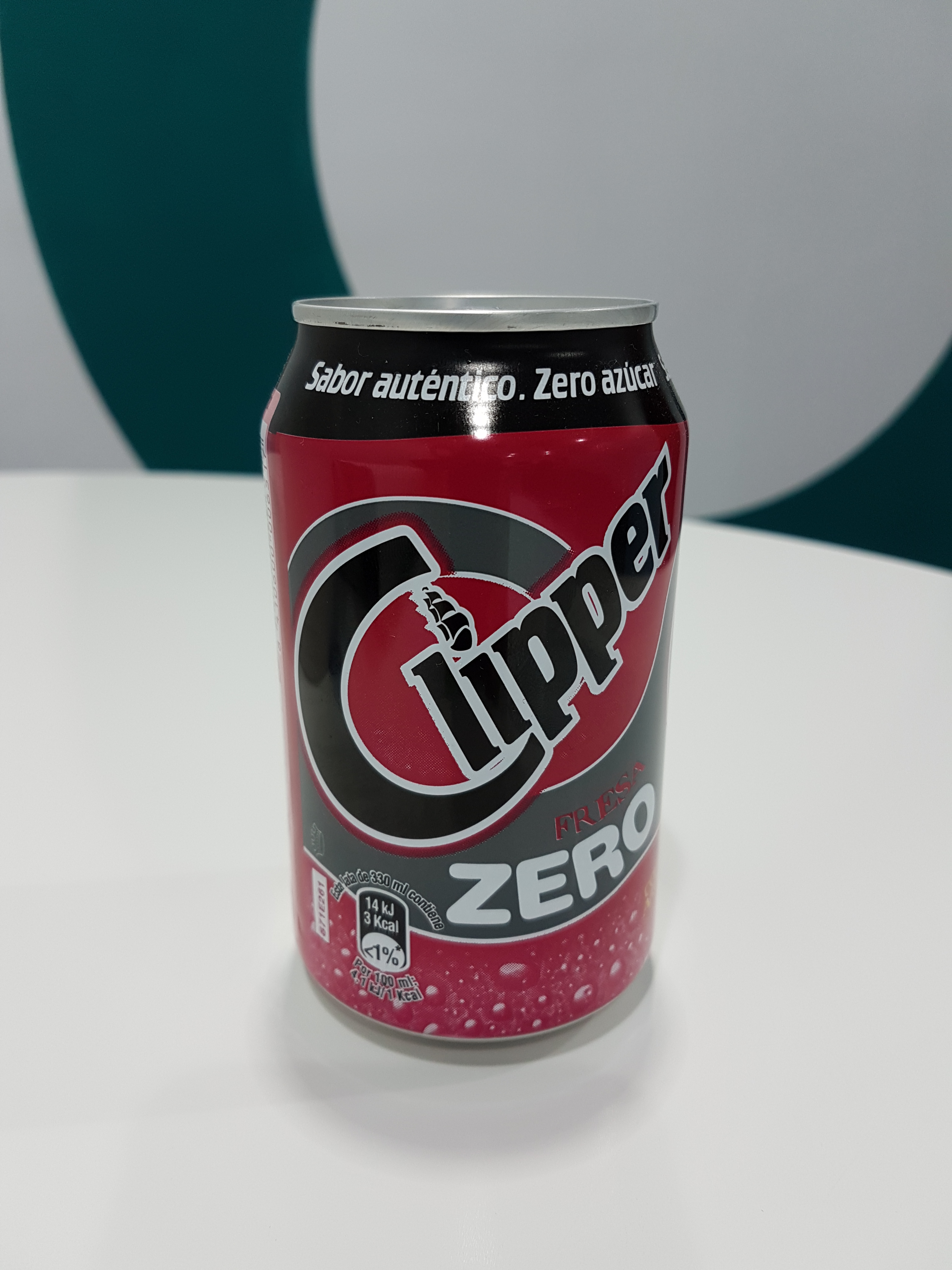
Diseño antiguo de una lata de Clipper sabor Fresa (Cero azúcares)

Clipper surgió en 1956, en el céntrico distrito residencial de Ciudad Jardín, en Las Palmas de Gran Canaria. Con el paso del tiempo y debido a su popularidad y su relativa fácil producción, Octavio junto con su hermano Mario Gómez consiguieron que  el producto fuera expandiéndose a otras islas.
Después, con el incremento del tráfico de mercancías en los puertos de la Luz y de Santa Cruz, las grandes compañías como la Cola-Cola Company y la Pepsi Cola Company (Actualmente Pepsico) importaron sus refrescos a Canarias, haciendo que Clipper rivalizara con nuevos competidores que amenazaban su hegemonía. Simultáneamente empresas de refrescos canarios empezaron a desaparecer, porque en ese inmediato momento no era rentable hacer competencia a la ya muy potente y popularísima marca emblemática representativa de  Clipper. Ahora eran competidores foráneos y más poderosos los que desafiaban su primacía en el mercado archipielágico de los refrescos con burbujas. LLegando incluso, dichas firmas multinacionales, a establecer factorías de producción localizadas, con sus respectivas recetas secretas, en las mismas islas.
Años después, durante los años 80, Clipper empezó a ganar aún más popularidad, con la autopercepción del hecho diferencial de pertenencia canario y el creciente sentimiento de la necesidad de un tejido productivo propio a través de un poderoso nacionalismo obrerista industrial español. Comienza a promocionarse como un producto original de la región. Con el paso del tiempo, lanza un nuevo sabor a base de manzana. Y con el cambio de siglo, Embotelladora de Canarias comenzó la publicidad de Clipper, a Gran escala, particularmente en televisión, con anuncios fundamentalmente cómicos. En el 2006, con motivo del 50 aniversario, se renovó la imagen de la marca, estilizando los grafismos de las etiquetas.

## Sabores
- Fresa: El sabor más consumido y el más producido, es considerado como el sabor original y como su nombre indica su sabor es a Fresa.
- Naranja: Las ediciones sabor Naranja vinieron posteriormente a la llegada del sabor fresa, el sabor a Naranja no es tan consumida como el sabor Fresa.
- Limón: Junto con el de Fresa y Naranja fue una de las primeras ediciones en comercializarse.
- Manzana: Este sabor es el más reciente, se lanzó después de los otros tres sabores anteriores.
- Maracuyá: un nuevo sabor a Maracuyá, esta ya disponible en Canarias.

Actualmente desde 2012, Clipper ha creado unos polos en colaboración con Kalise, y con cinco sabores:
- Fresa:  Es el polo más conocido y de los más vendidos.
- Naranja: El polo es, al igual que el de limón, muy amargo.
- Limón: El helado es muy amargo y no se vende demasiado.
- Cola: Es uno de los más conocidos de la marca Clipper.
- Maracuyá: Este nuevo sabor sacado de la planta Passiflora edulis.

## Eslogan
- Sencillamente increíble (1956-2006)
- Refresca que da gusto desde 1956 (2006-2008)
- La pócima del amor (2008-2010)
- La ilusión mueve el mundo (2010-2012)
- Haciendo amigos desde 1956 (presente)